# Verwaltungsverband Wildenstein
Verwaltungsverband Wildenstein – związek gmin w Niemczech, w kraju związkowym Saksonia, w powiecie Erzgebirgskreis. Siedziba związku znajduje się w miejscowości Grünhainichen. Do 29 lutego 2012 związek należał do okręgu administracyjnego Chemnitz.
Związek gmin zrzesza dwie gminy:
- Börnichen/Erzgeb.
- Grünhainichen

Do 31 grudnia 2014 do związku gmin należała gmina Borstendorf, ale dzień później stała się dzielnicą Grünhainichen.